# Nur lodowiec
Nur lodowiec, lodowiec (Gavia immer) – gatunek dużego wędrownego ptaka wodnego z rodziny nurów (Gaviidae). Zamieszkuje Amerykę Północną, Svalbard i Islandię, zimą także wybrzeża Europy. Monotypowy. Nie jest zagrożony wyginięciem.

## Występowanie
Nur lodowiec, jak sama nazwa wskazuje, jest gatunkiem arktycznym. Zamieszkuje strefę borealną i tundrę Ameryki Północnej (północne USA, Kanada, Alaska, Grenlandia), Svalbardu i Islandii. Zimuje na wybrzeżach i dużych jeziorach: na atlantyckich wybrzeżach Europy po Portugalię na południu, na wybrzeżach zachodniej części Morza Śródziemnego, na atlantyckich wybrzeżach Ameryki Północnej aż po północny Meksyk oraz na pacyficznych wybrzeżach Ameryki Północnej od południa Alaski po północny Meksyk.
W Europie Środkowej widywany regularnie na przelotach i zimą – od października do stycznia i w kwietniu. W Polsce do 2021 roku odnotowano go 85 razy (obserwowano 86 osobników). Niewielka ich liczba zalatuje nad wybrzeże. W głębi kraju spotykany bardzo rzadko.

## Charakterystyka

### Cechy gatunku

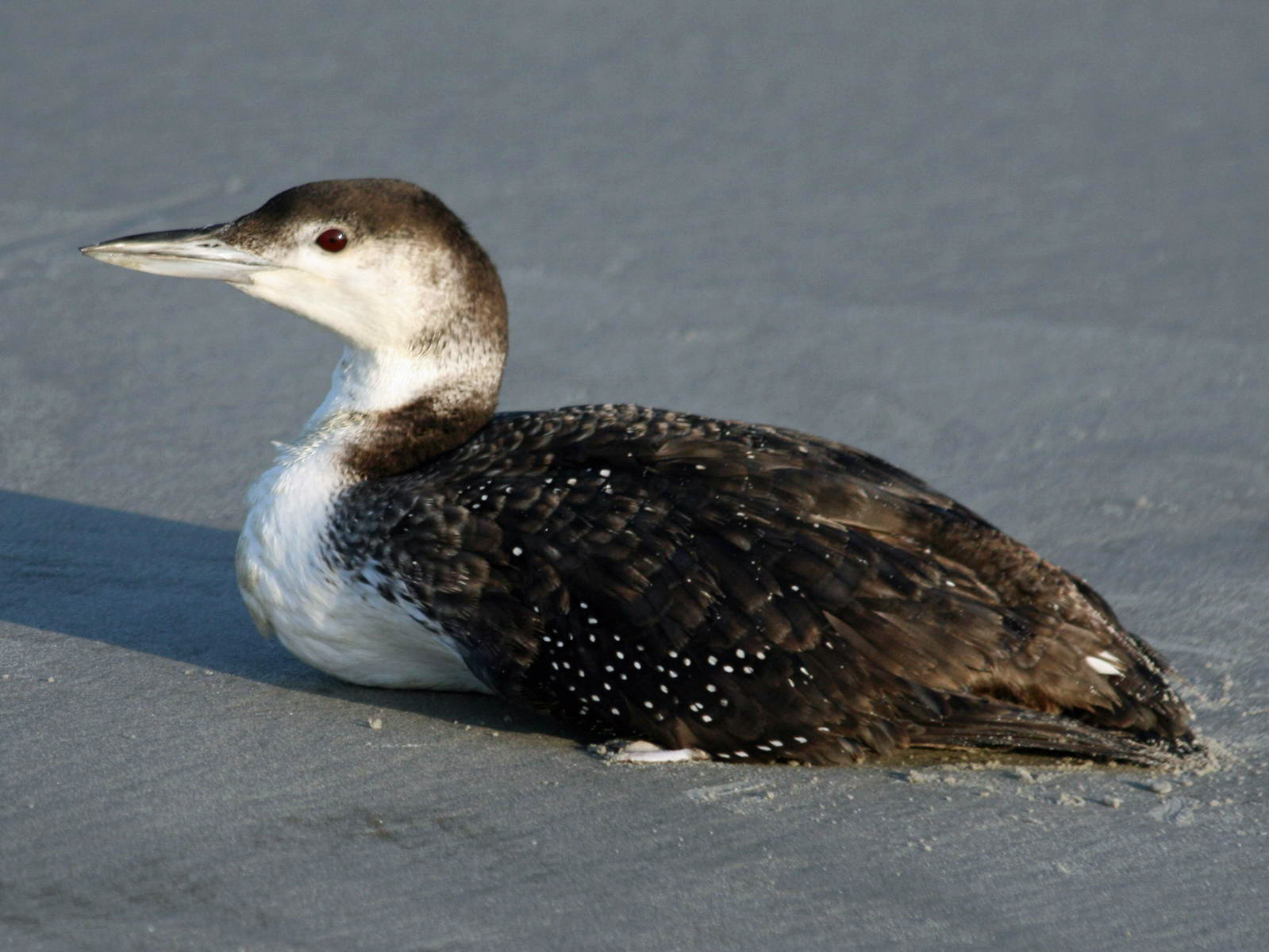
Nur lodowiec w upierzeniu spoczynkowym

Ubarwienie godowe: pstry, czarno-biało nakrapiany grzbiet. Głowa i górna część szyi czarne o zielonkawym połysku, poniżej czarna opaska i półopaska na tle podłużnego, biało-czarnego prążkowania. Ubarwienie spoczynkowe: wierzch szarobrunatny, spód biały.
Wędrując, trzyma się morza i najrzadziej ze wszystkich nurów zalatuje w głąb lądu. To jeden z najlepszych nurków wśród ptaków – nurkują na głębokość 10 m, a są doniesienia mówiące o 60 m i przebywaniu 15 minut pod wodą.

### Rozpoznanie
Ptak ten, wielkości gęsi, jest bardzo podobny do nura białodziobego, od którego różni go ciemny, mocny dziób trzymany poziomo, jego końcowa dolna część wygląda, jakby była ucięta. W porównaniu z nurem czarnoszyim ma większą głowę o stromym czole, grubszą szyję i mocniejszy, ciemny i klinowaty dziób.

### Głos
Lecąc, wydaje dźwięk „kwok”, a w czasie gniazdowania długie i żałosne okrzyki. Przeważnie jednak wydziela się cztery odgłosy:
- odgłos kontaktowy. Krótki i niezbyt donośny. Służy do porozumiewania się między partnerami i kontaktu z młodymi i innymi osobnikami z grupy.
- przeciągły głos tzw. skarga. Usłyszeć go można wieczorem i nocą z odległości nawet kilku kilometrów. W ten sposób lodowce przebywające nad tym samym jeziorem lub w okolicy kontaktują się nawzajem.
- tremolo, chichot. To seria 8–10 powtarzających się po sobie głosów z dużą szybkością. Jest to sygnał ostrzegawczy, który manifestuje niepokój ptaka np. wywołany zauważeniem człowieka, drapieżnika lub czasem nawet innego nura lodowca. Ptaki mogą wydawać go w czasie wzbijania się do lotu.
- jodłowanie. Wydają je tylko samice, aby odstraszyć niepowołanych intruzów wkraczających na ich terytorium. Usłyszeć je można w czasie wysiadywania jaj i we wczesnym okresie po wykluciu piskląt.

### Wymiary średnie
- długość ciała ok. 70–80 cm
  - długość czaszki: 16,4 cm[8]
  - długość dzioba: 9,8 cm[8]
- rozpiętość skrzydeł ok. 135 cm
- masa ciała ok. 3,6–4,6 kg

## Biotop
W okresie lęgowym zamieszkuje duże, oligotroficzne jeziora, stawy hodowlane, duże rzeki i zbiorniki zaporowe. W okresie wędrówek i zimą zajmuje wybrzeża morskie.

## Okres lęgowy

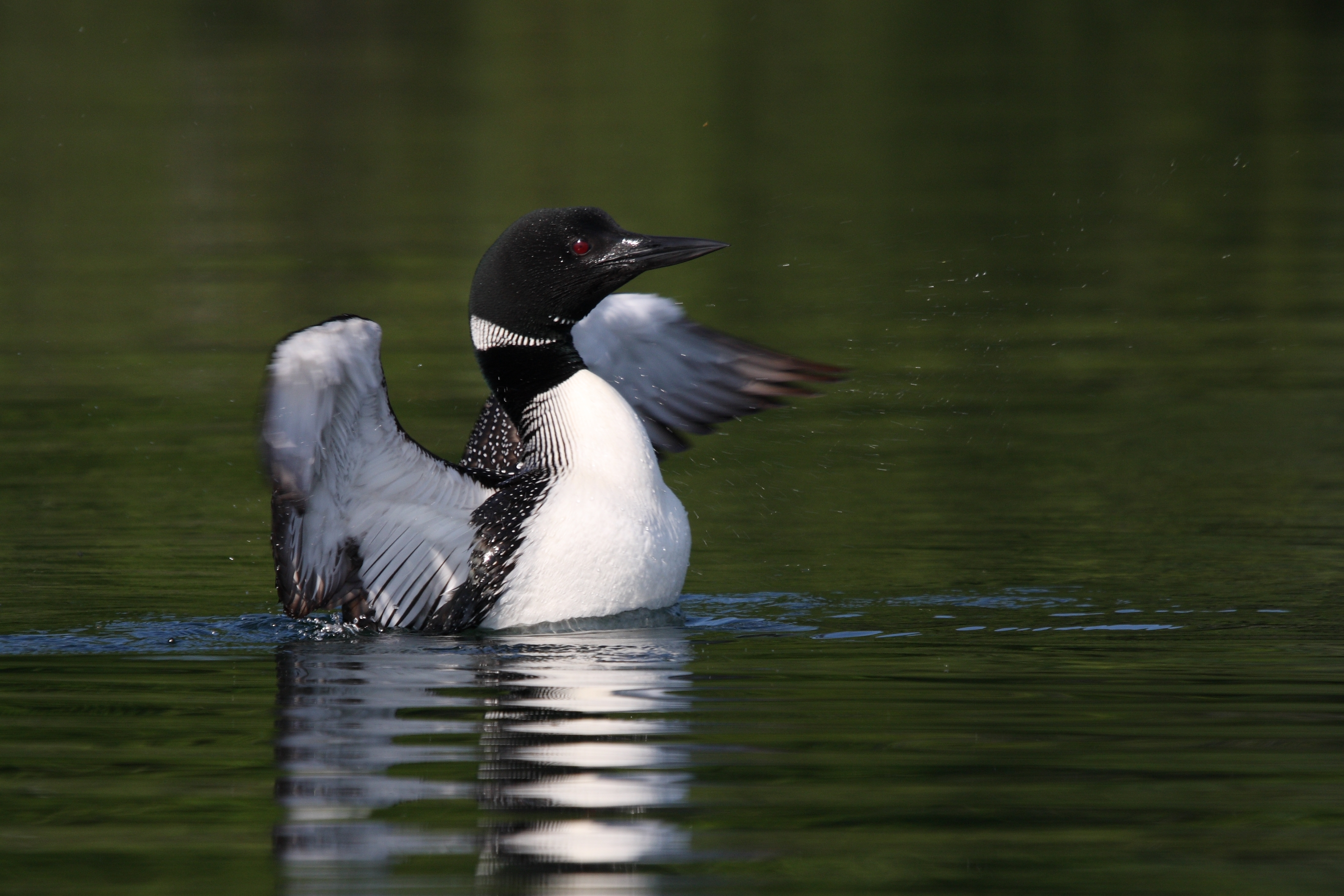
Postawa godowa

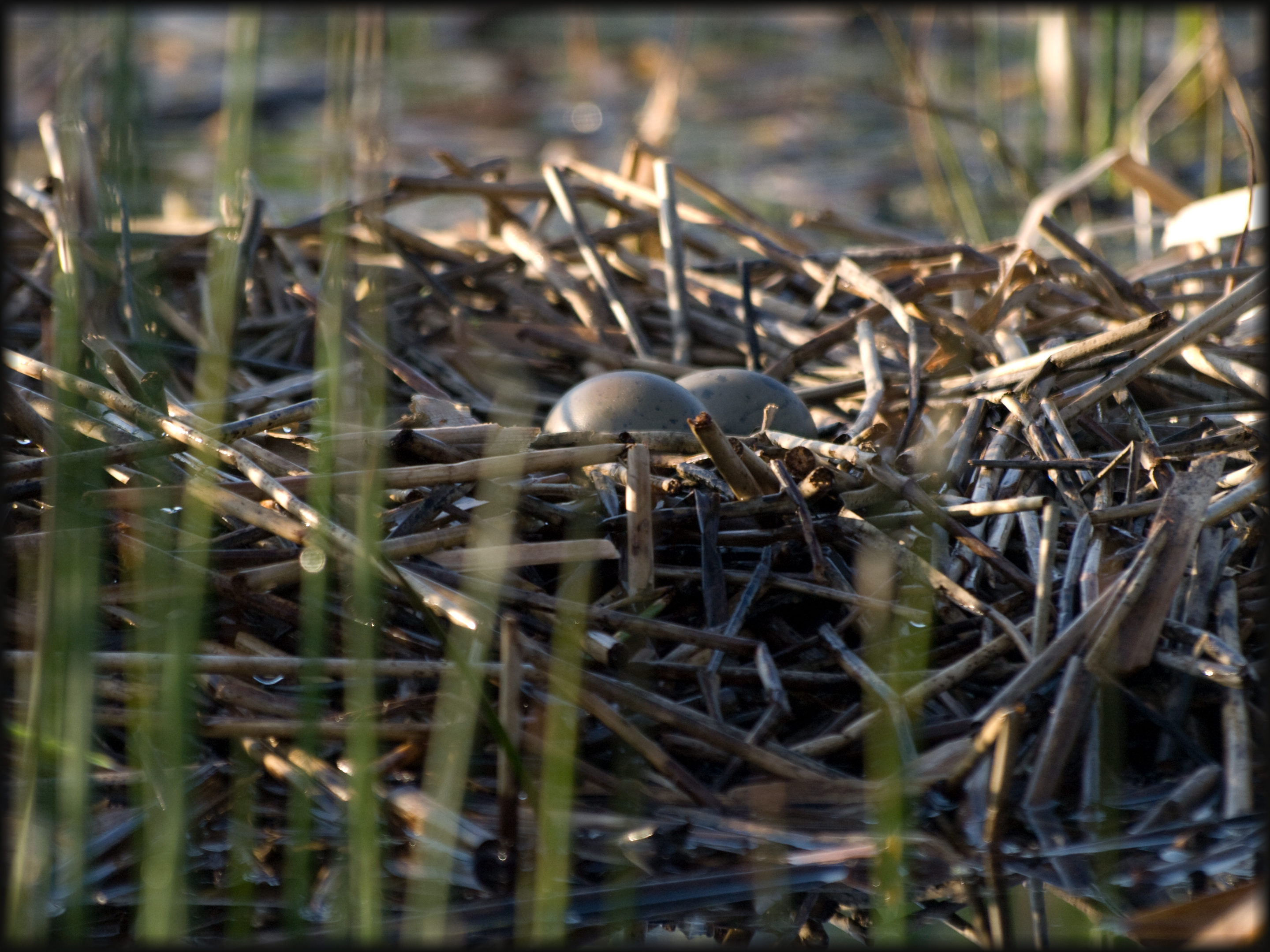
Gniazdo z jajami

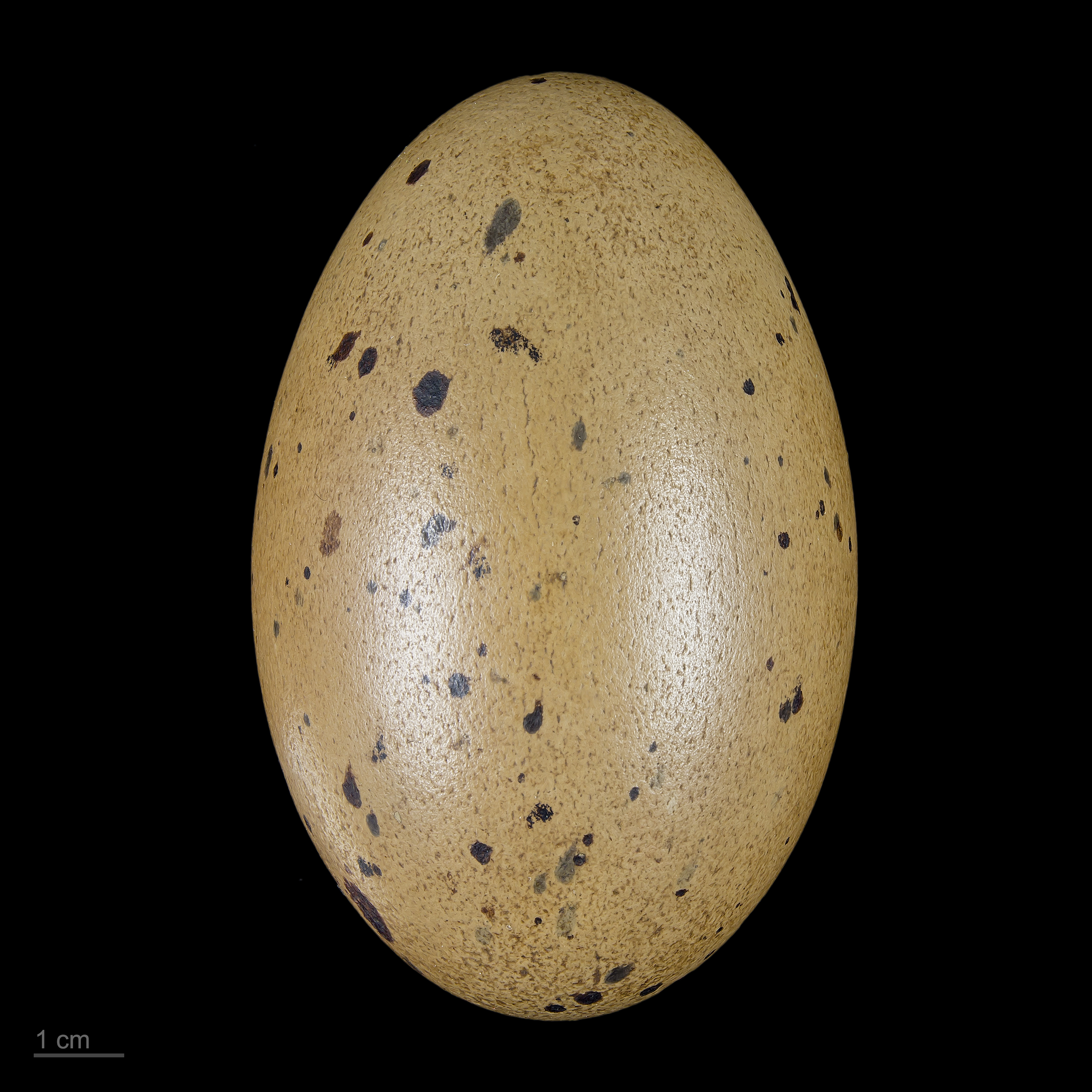
Jajo z kolekcji muzealnej

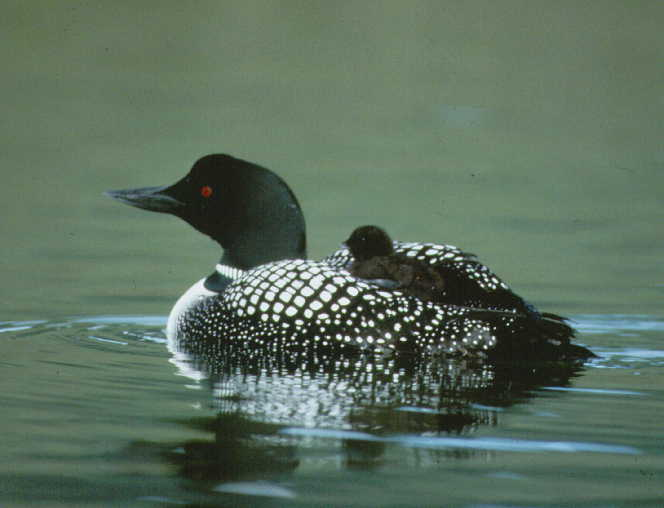
Pisklęta nura lodowca przemieszczają się na grzbietach rodziców

### Toki
Okres lęgowy lodowca zaczyna na przełomie maja i czerwca, gdy omarzną jeziora nordyckie. W czasie godowych rytuałów samiec i samica jednocześnie nurkują, po czym wyprostowane biegną po wodzie i biją skrzydłami o powierzchnię tafli. Pary łączą się na stałe.

### Gniazdo
Często duże gniazdo misternie konstruowane z resztek roślinnych, z głębokim dnem, w płytkiej wodzie (tak że łatwo mogą zsuwać się do niej na brzuchu), na brzegu lub na małej wysepce. Jedno gniazdo może być wykorzystywane przez parę kolejnych lat.

### Jaja
Od czerwca do sierpnia samica znosi 1–2 jasno- lub ciemnobrunatne jaja z ciemniejszymi plamkami na czubku. 

### Wysiadywanie i dorastanie
Rodzice wysiadują jaja na zmianę przez miesiąc. Młode są zagniazdownikami, po wykluciu i osuszeniu podążają za rodzicami do wody. W początkowym okresie usadowione są na plecach dorosłych, co wynika ze słabo rozwiniętej jeszcze termoregulacji. Karmione są z dzioba początkowo bezkręgowcami wodnymi, a potem głównie rybami. Rodzicielska opieka trwa 10–11 tygodni.

## Pożywienie
Ryby (do 28 cm długości), mięczaki, skorupiaki i owady. Ofiary są łapane po krótkiej obserwacji, dlatego też gdy lodowiec pływa, ma zanurzoną głowę pod wodą.
Stoją na szczycie układu pokarmowego, więc w ciałach tych ptaków gromadzą się trucizny, które wchłaniają wraz ze swymi ofiarami. Wysoka ilość pestycydów, jaka znajduje się na ich siedliskach, skutkuje kruchymi i cienkimi skorupkami jaj, a co za tym idzie – mniejszym sukcesem rozrodczym.

## Status i ochrona
IUCN uznaje nura lodowca za gatunek najmniejszej troski (LC, Least Concern) nieprzerwanie od 1988 roku. W 2016 roku organizacja Wetlands International szacowała liczebność światowej populacji na 612–640 tysięcy osobników. Globalny trend liczebności populacji oceniany jest jako stabilny, ale liczebność w Europie spada.
W Polsce podlega ścisłej ochronie gatunkowej.